# Le Donneur de sérénades
Le Donneur de sérénades, appelé aussi parfois Mézetin ou encore L'Accord, est un tableau peint par Jean Antoine Watteau actuellement conservé au musée Condé à Chantilly.

## Historique
L'histoire du tableau est mal connue car il n'a pas été gravé au XVIIIe siècle et ne figure pas dans les grands catalogues raisonnés du XIXe siècle. On retrouverait sa trace au cours d’une vente en 1754. Dans une vente de la collection Chariot en 1788, on sait que le tableau, provenant de la collection de l'abbé Haranger, chanoine de l'église Saint-Germain-l'Auxerrois, était réuni à un autre tableau du musée Condé : L'Amante inquiète comme pendant. Un doute subsiste pour savoir si les deux tableaux ont été réunis en faux pendant à cette occasion ou si les deux tableaux se suivaient depuis la mort de Watteau. Les deux tableaux sont acquis par le collectionneur Lebrun et revendus en 1791. Entrés dans la collection du marquis de Maison, ils sont acquis en bloc avec le reste de la collection par le duc d'Aumale en 1868. Une fois revenu en France, celui-ci le fait installer dans une des salles du logis de son château de Chantilly où il est toujours exposé.

## Œuvres en rapport

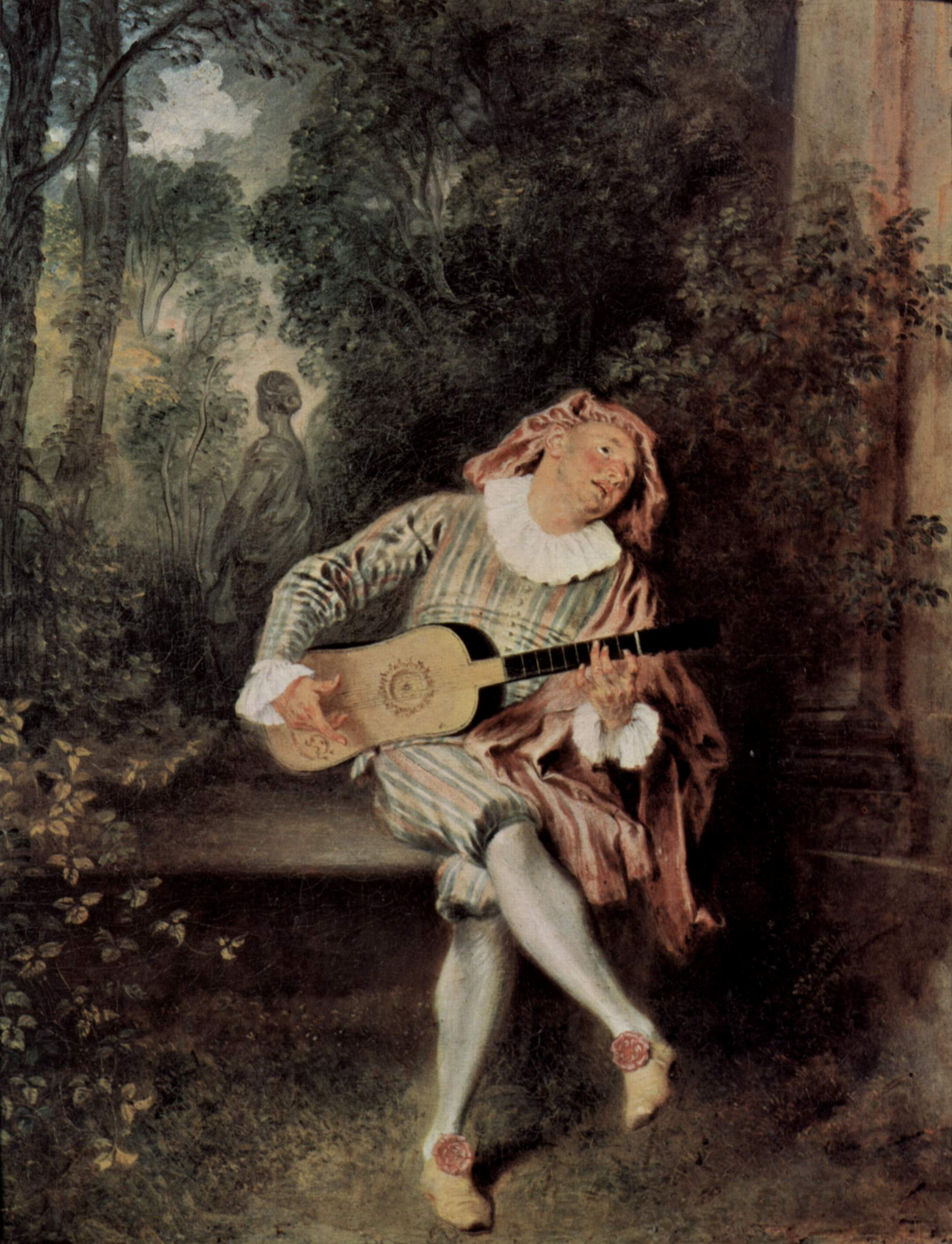
Mézetin,, Metropolitan Museum of Art

Le tableau a souvent été confondu avec Mezzetin, un tableau de Watteau conservé au Metropolitan Museum of Art de New York, qui représente aussi le même personnage du théâtre italien. Cependant les deux personnages n'ont pas du tout le même physique. Un autre Mezzetin par Watteau est conservé à la Pierpont Morgan Library.
Le dessin préparatoire au tableau est conservé notamment au musée des beaux-arts de Rouen, d'autres dessins très proches sont conservés au musée du Petit Palais, au Louvre et autrefois dans la collection Bordeaux-Groult à Paris.